# 8 Simple Rules for Dating My Teenage Daughter
8 Simple Rules for Dating My Teenage Daughter (No con mis hijas en España) es una serie de televisión estadounidense transmitida por la cadena ABC entre los años 2002 y 2005, teniendo como protagonistas al actor John Ritter (quien falleció cuando la serie estaba en emisión) y la actriz Katey Sagal. 
El argumento de la serie está basado en el libro 8 Simple Rules for Dating My Teenage Daughter del escritor estadounidense W. Bruce Cameron, autor del superventas A Dog's Purpose, del cual se hizo una versión cinematográfica.

## Argumento
Se desarrolla en Burbank, California, y su argumento gira en torno a un matrimonio con tres hijos. El padre Paul Hennessy (interpretado por John Ritter) es un editor deportivo que es instigado por su esposa Cate (Katey Sagal) a trabajar desde casa para que ella pueda volver a la enfermería y así él pasa a tener un rol más activo en la educación de sus dos hijas adolescentes y su hijo menor.

## Personajes
- John Ritter - Paul Hennessy (2002-2003)
- Katey Sagal - Cate Egan Hennessy
- Martin Spanjers - Rory Joseph Hennessy
- Kaley Cuoco - Bridget Erin Hennessy
- Amy Davidson - Kerry Hennessy
- James Garner - Jim Egan (2003-2005)
- Daniella Monet - Missy Kleinfeld (2004-2005)
- David Spade - C.J. Barnes (2004-2005)
- Carlie Casey - Katie Sharpe
- Billy Aaron Brown - Kyle
- Amanda MacDonald - Danielle
- Nikki Danielle Moore - Jenna Sharpe
- Matt Lanter - Brendon

## Fallecimiento de John Ritter
El 11 de septiembre de 2003, John Ritter sufre una disección aórtica, muriendo horas después. ABC anunció que el programa continuaría después tras una suspensión temporal, incorporando la muerte del personaje de Ritter. Los tres nuevos capítulos que Ritter debía completar, fueron emitidos con las reflexiones de los actores.
El programa regresó a la pantalla el 4 de noviembre de 2003 con un episodio titulado "Goodbye" ("Adiós"), dedicado a la muerte de Paul Hennessy. Los episodios siguientes tratan sobre la reacción de la familia al triste acontecimiento y su mudanza. Los primeros cuatro episodios tras el fallecimiento de Ritter se grabaron sin público en vivo, en señal de respeto y para evitar el impacto emocional en el equipo de grabación. Suzanne Pleshtette y James Garner se convirtieron en actores invitados para representar a los padres de Cate. David Spade interpretó el papel de sobrino de ambos. Finalmente, Garner y Spade asumieron papeles protagonistas en la serie.
Tras terminar la segunda temporada, circularon algunos rumores en torno a la cancelación de programa. En su primera temporada, el programa ocupó el respetable puesto 42 en la calificación Nielsen. Después de la muerte de Ritter, la gente se unió a la serie por curiosidad o muestras de afecto al actor, sin embargo al final de la segunda temporada, el programa bajó al puesto 50. En una estrategia de mercadotecnia, más tarde se estrenó la tercera temporada y ABC movió la serie a otro horario, pero bajó hasta el puesto 94. Algunos observadores no daban más tiempo a esta serie debido a que faltaba la estrella; otros alababan el retrato familiar que representaba una familia unida recuperándose de una pérdida que millones de familias reales sufren.
El 17 de mayo del año 2005, la serie fue cancelada por la ABC, debido a la baja audiencia obtenida.